# Präfekturuniversität Kōchi

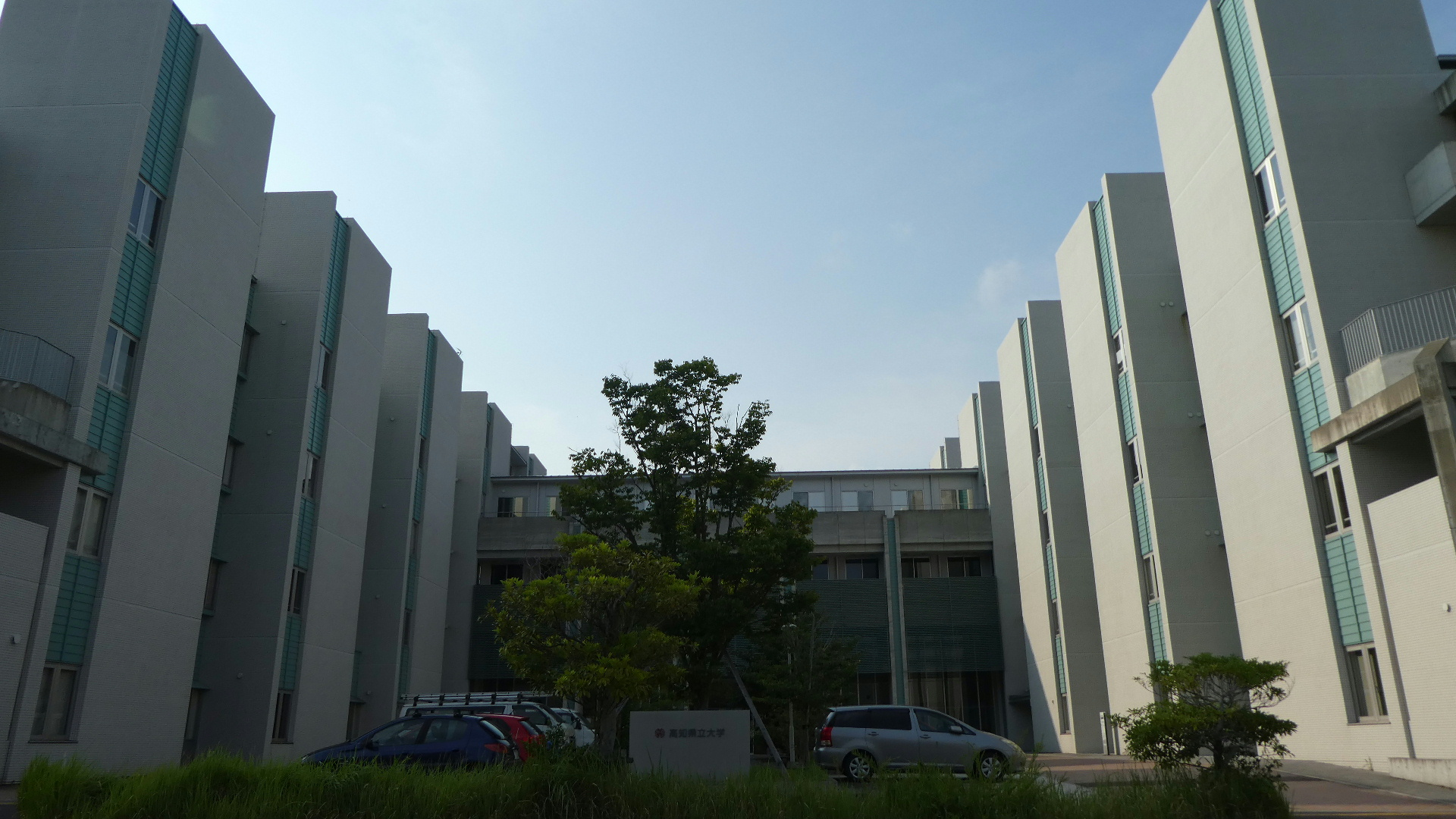
Ike-Campus (2017)

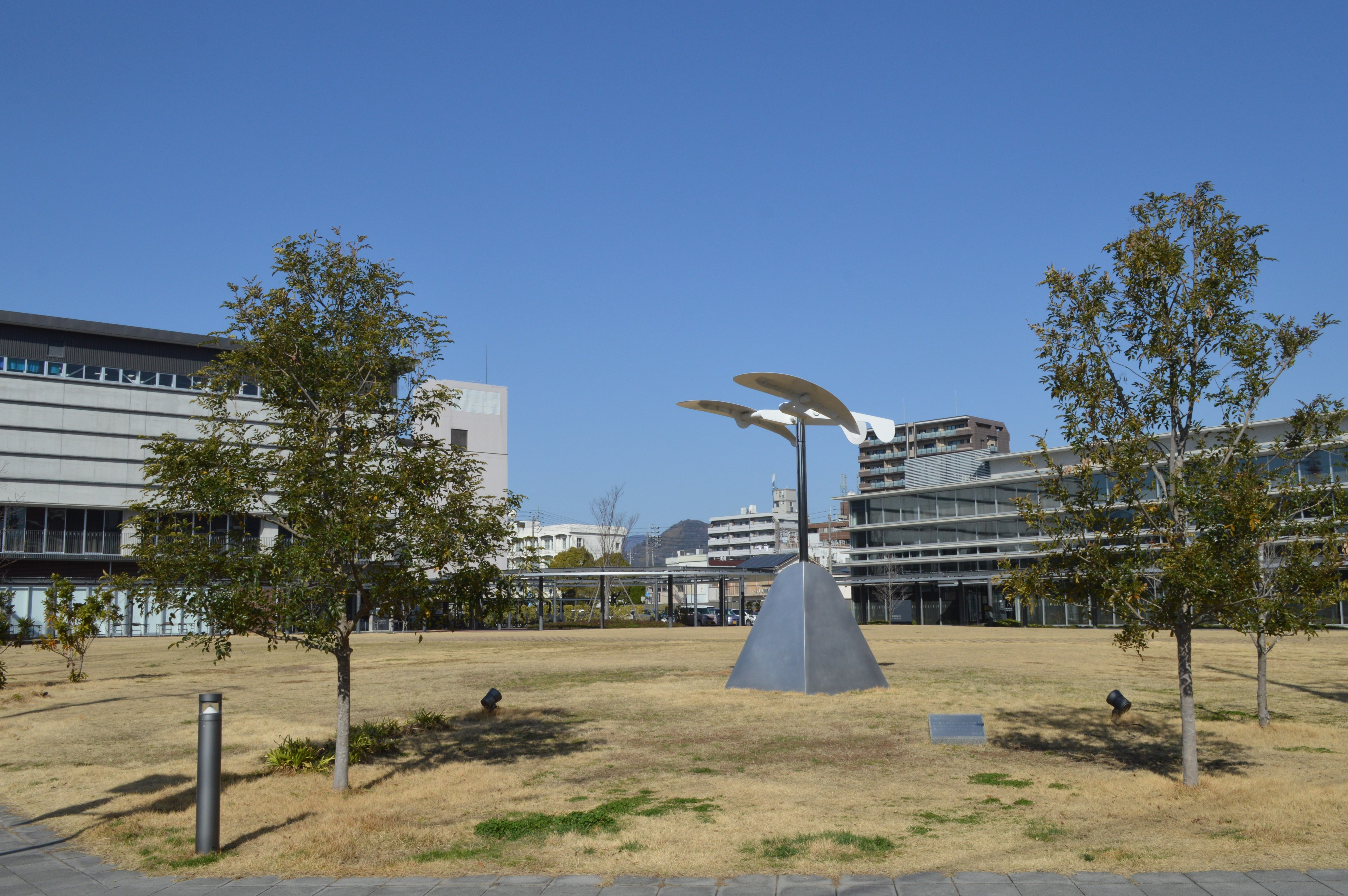
Eikokuji-Campus (2023)

Die Präfekturuniversität Kōchi (japanisch 高知県立大学 Kōchi-kenritsu daigaku; engl. University of Kochi, kurz: UoK) ist eine öffentliche (präfekturale) Universität in Japan. Der Hauptcampus liegt in Kōchi in der Präfektur Kōchi.

## Geschichte
Gegründet wurde die Universität 1944 als Präfekturale Medizinische Fachschule für Frauen Kōchi (高知県立女子医学専門学校 Kōchi-kenritsu joshi igaku semmon gakkō). Nach dem Pazifikkrieg wurden ihre Einrichtungen als unzureichend für Medizinbildung bewertet, also wurde die Medizinfachschule 1947 in Präfekturale Frauen-Fachschule Kōchi reorganisiert.
1949 wurde sie zur 4-jährigen Frauen-Universität Kōchi (高知女子大学 Kōchi joshi daigaku, Kochi Women's University) umgewandelt. Sie begann mit einer Fakultät (Haushaltswissenschaft). Sie fügte Abteilungen hinzu: Krankenpflege (1952), Japanische Literatur und Englische Literatur (1956). 1998 wurde der Ike-Campus eröffnet, mit zwei Fakultäten darauf (Pflegewissenschaft und Soziale Wohlfahrt). Im gleichen Jahr richtete sie die Graduiertenschule (Masterstudiengänge) ein, 2001 dann die Doktorkurse. 2005 wurde das Kochi Health Sciences Center (高知医療センター, Präfekturales und Städtisches Krankenhaus) neben dem Ike-Campus eröffnet.
2011 wurde sie eine koedukative Hochschule und in Präfekturuniversität Kōchi umbenannt.

## Fakultäten
- Ike-Campus (in Kōchi, Präfektur Kōchi, 33° 31′ 50″ N, 133° 34′ 59,3″ OKoordinaten: 33° 31′ 50″ N, 133° 34′ 59,3″ O):
  - Fakultät für Pflegewissenschaft
  - Fakultät für Soziale Wohlfahrt
  - Fakultät für Gesundheits- und Ernährungswissenschaft

- Eikokuji-Campus (in Kōchi, Präfektur Kōchi, 33° 33′ 49,6″ N, 133° 32′ 2,4″ O):
  - Fakultät für Kulturwissenschaft